# Kaseozaur
Caseosaurus – rodzaj dinozaura gadziomiednicznego o niepewnej pozycji systematycznej, którego szczątki odkryto w datowanych na późny karnik (późny trias) osadach formacji Tecovas (grupa Dockum, Teksas). Znany jedynie z niekompletnej kości biodrowej (140,5 mm) oznaczonej jako UMMP 8870, początkowo (Case, 1927) opisanej jako należąca do bliżej nieokreślonego gatunku celofyza (Coelophysis sp.). Ważność tego taksonu jest sporna - Langer (2004) uważa go za synonim czindezaura (za którego paratyp wzięli UMMP 8870 Long i Murray w swojej pracy z 1995 r.), choć Nesbitt z Parkerem (2007) na podstawie dwóch różnic bronią odrębności tych taksonów. Sugeruje się czasem jego pokrewieństwo z herrerazaurem.
Etymologia nazwy rodzajowej: Ermine Cowles Case (1871-1953), amerykański paleontolog kręgowców, który odkrył holotyp; gr. σαυρος sauros „jaszczurka”. Etymologia epitetu gatunkowego: Hrabstwo Crosby, Teksas, Stany Zjednoczone.